# 21 juillet 1901
Le dimanche 21 juillet 1901 est le 202e jour de l'année 1901.

## Naissances
- Jean Luchaire (mort le 22 février 1946), journaliste et patron de presse français
- Victor Leemans (mort le 3 mars 1971), homme politique belge
- János Biri (mort le 20 février 1974), footballeur et entraîneur hongrois
- Ovila Légaré (mort le 19 février 1978), acteur, chanteur et folkloriste québécois
- Robert Alexander Falla (mort le 23 février 1979), ornithologue, explorateur et administrateur
- Victor Dupouy (mort en 1981), homme politique français
- Allyn Joslyn (mort le 21 janvier 1981), acteur américain
- Paolo Mazza (mort le 31 décembre 1981),joueur de football italien
- Gabriel Miossec (mort le 7 décembre 1983), homme politique français
- Nyanaponika (mort le 19 octobre 1994), moine (bhikkhu), traducteur et écrivain bouddhiste de la tradition theravāda

## Décès
- Henri de Lacaze-Duthiers (né le 15 mai 1821), anatomiste, un biologiste et un zoologiste français
- Simon J. Schermerhorn (né le 25 septembre 1827), homme politique américain
- Levi Richard Ellert (né le 20 octobre 1857), homme politique américain républicain